# توماس دومیان
توماس دومیان (انگلیسی: Thomas Domian؛ زادهٔ ۵ ژوئیه ۱۹۶۴) قایقران روئینگ اهل آلمان بود.
وی در مسابقات کشوری و بین‌المللی در مجموع برندهٔ ۱ مدال طلا شده‌است.